# Metacirolana fishelsoni
Metacirolana fishelsoni là một loài chân đều trong họ Cirolanidae. Loài này được Bruce & Jones miêu tả khoa học năm 1978.